# 마쓰다이라 가즈나리
마쓰다이라 가즈나리(일본어: 松平一生, 1570년 ~ 1604년 5월 23일)는 아즈치모모야마 시대부터 에도 시대 전기까지의 무장, 다이묘이다. 시모쓰케 이타바시 번 초대 번주를 지냈다. 가즈나리계 오규 마쓰다이라가(一生系大給松平家) 시조. 마쓰다이라 지카마사의 장남으로 태어났다.
|  | 제1대 이타바시 번 번주 (오규 마쓰다이라가) 1600년 ~ 1604년 | 후임 마쓰다이라 나리시게 |